# Étoile de Teegarden
Pour les articles homonymes, voir Teegarden.
Désignations
L'étoile de Teegarden, appelée également SO J025300.5+165258, est une étoile de la constellation du Bélier découverte en 2003 et possédant un très important mouvement propre (5,12 seconde d'arc par an). Seules sept étoiles ayant des mouvements propres aussi élevés sont actuellement connues. Elle est située à 12,5 années-lumière de la Terre.
Il s'agit d'une naine rouge, un type d'étoile à basse température et faiblement lumineuse. Elle fait partie des naines ultra-froides. Ceci expliquerait pourquoi elle n'a pas été découverte plus tôt, puisqu'elle a une magnitude apparente de seulement 15,14 (et une magnitude absolue de 17,21).

## Découverte
La parallaxe initialement mesurée valait 0,43 ± 0,13 arcseconde. Ceci l'aurait placée à une distance de 7,50 années-lumière seulement, faisant de l'étoile de Teegarden la troisième étoile la plus proche du Soleil, entre l'étoile de Barnard et Wolf 359. Cependant, même à ce moment, la luminosité anormalement basse (la magnitude absolue aurait été de 18,5) et une grande incertitude sur la parallaxe laissait penser qu'elle était en fait un peu plus éloignée, restant néanmoins toujours l'une des plus proches voisines du Soleil. Des mesures de distance plus récentes la situant à 12,5–12,6 années-lumière ont confirmé cette hypothèse.
L'étoile de Teegarden a été découverte sur des images prises par le programme NEAT conduit par la NASA. Son nom vient de celui du découvreur principal, Bonnard J. Teegarden, astrophysicien au Goddard Space Flight Center de la NASA.

## Système planétaire
En 2019, deux planètes à peine plus massives que la Terre ont été détectées par la méthode des vitesses radiales autour de l'étoile de Teegarden. En 2024, une troisième planète tellurique a été découverte en orbite par la même méthode, et les propriétés des deux autres planètes ont été précisées. Deux signaux de vitesse radiale à plus longues périodes ont également été détectés ; un premier, à 96 jours, correspond à la rotation de l'étoile, mais l'origine d'un autre signal de 172 jours est incertaine.
La planète intérieure, Teegarden b, est dans la zone habitable optimiste mais pas dans la zone habitable conservatrice. La deuxième planète, Teegarden c, est elle dans la zone habitable conservatrice. Enfin, la troisième planète, Teegarden d, orbite au-delà de la zone habitable et aurait ainsi des températures similaires aux lunes glacées de Jupiter.
Dans quelques décennies, le transit de la Terre devant le Soleil sera observable depuis ces planètes, ce qui permettra à d'hypothétiques habitants de connaître la composition de l'atmosphère terrestre.
| Planète | Masse               | Demi-grand axe (ua)      | Période orbitale (jours) | Excentricité    | Inclinaison | Rayon |
| ------- | ------------------- | ------------------------ | ------------------------ | --------------- | ----------- | ----- |
| b       | ≥1,16+0,12 −0,11 M🜨 | 0,025 9+0,000 8 −0,000 9 | 4,906 34 ± 0,000 41      | 0,03+0,04 −0,02 |             |       |
| c       | ≥1,05+0,14 −0,13 M🜨 | 0,045 5+0,001 5 −0,001 6 | 11,416 ± 0,003           | 0,04+0,07 −0,03 |             |       |
| d       | ≥0,82 ± 0,17 M🜨     | 0,079 1+0,002 5 −0,002 7 | 26,13+0,03 −0,04         | 0,07+0,10 −0,05 |             |       |

## Voir également
- Liste d'étoiles et de naines brunes proches